# Grigori Bobrovski

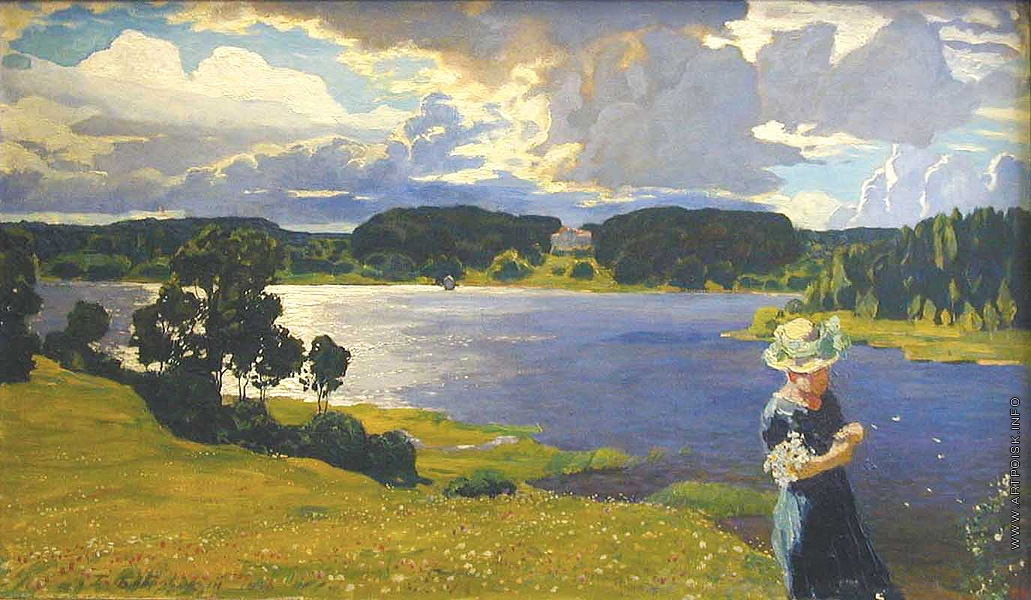
À la rivière

Pour les articles homonymes, voir Bobrovski.
Grigori Bobrovski (en russe : Бобровский Григорий Михайлович ; né le 17 novembre 1873 (29 novembre dans le calendrier grégorien) à Vitebsk dans l'Empire russe et mort en 1942 à Leningrad) est un peintre et professeur russe puis soviétique, membre de l'Union des artistes de Saint-Pétersbourg (es).

## Galerie

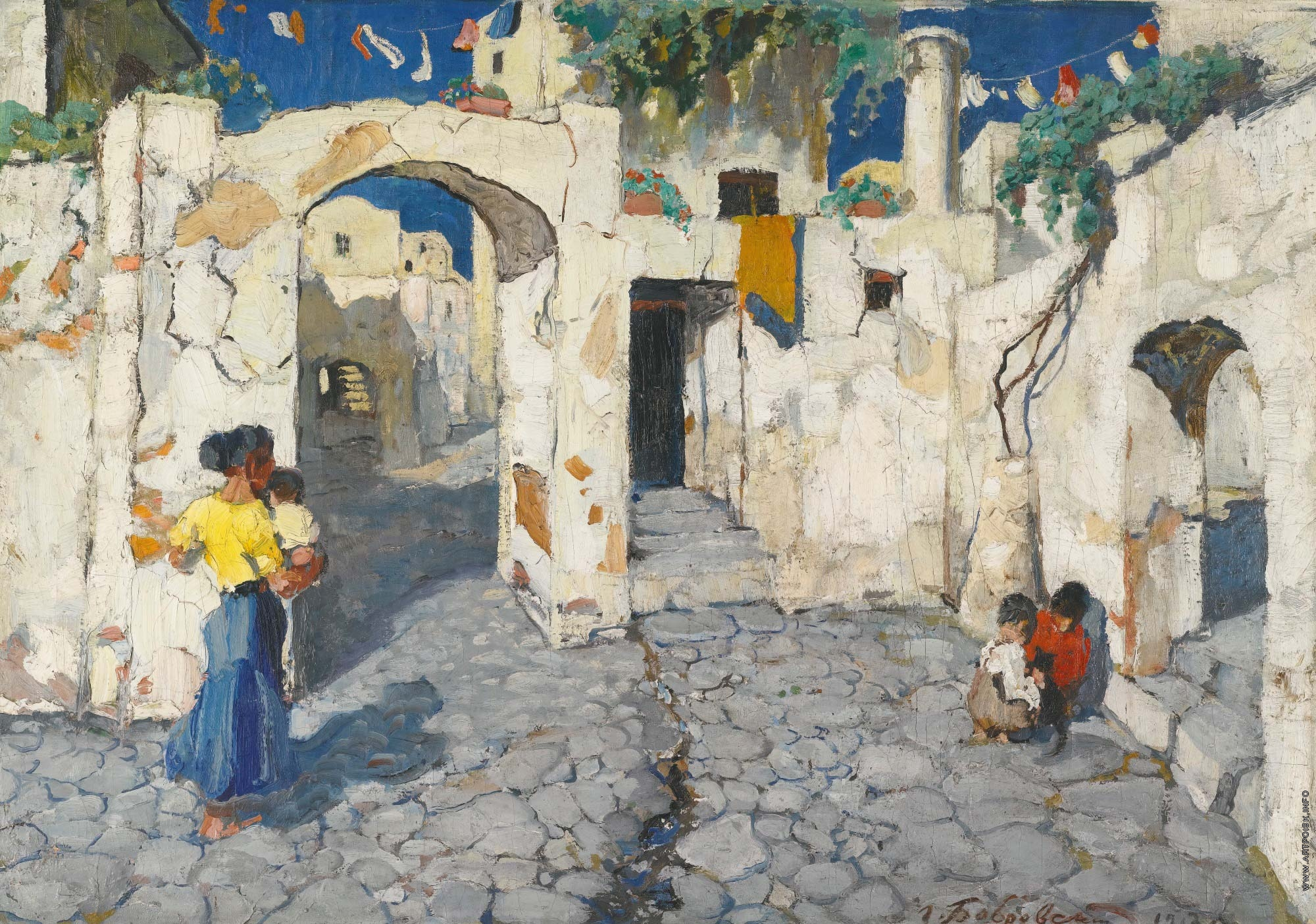
Scène de rue en Italie (1913)
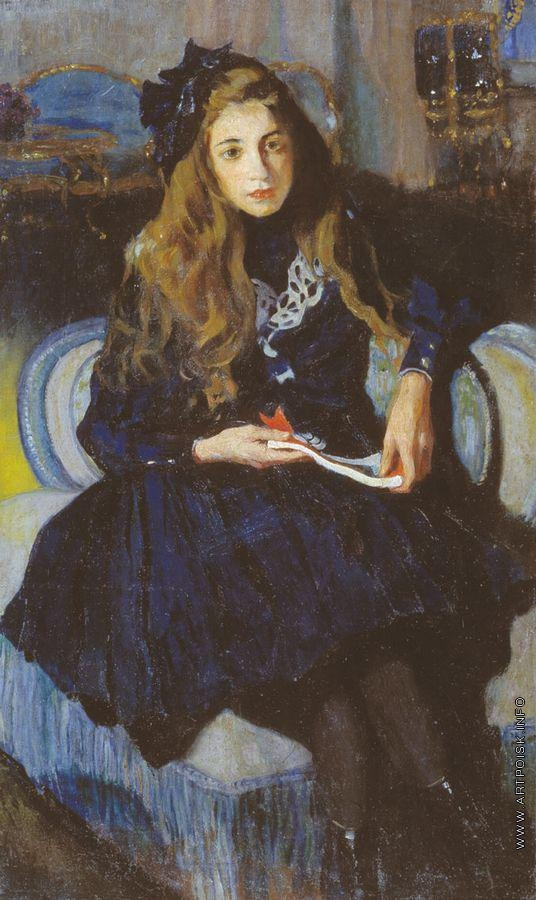
Portrait de sa fille par Bobrovski
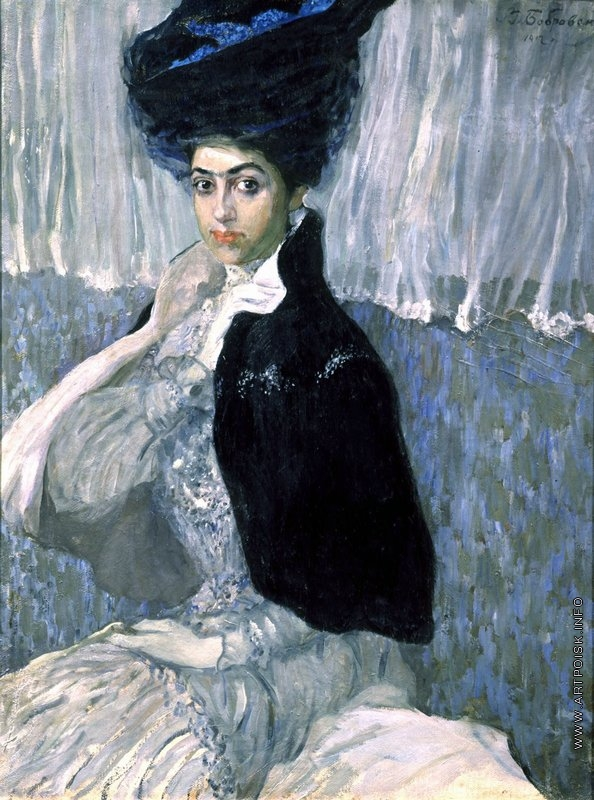
Portrait de Samoïlovoï (1912)

## Sources
- (ru) Exposition d'art 15 ans de l'armée rouge Leningrad/ ans Художественная выставка «15 лет РККА». Л., 1933. p. 26.
- (ru) Exposition de la République socialiste fédérative soviétique de Russie après 15 ans Moscou/ Выставка «Художники РСФСР за 15 лет». Живопись. Скульптура. М., 1933. p. 4.
- (ru) Première exposition des artistes de Leningrad /1-я выставка ленинградский художников. Л., 1935. p. 4.
- (ru) Exposition des tableaux des artistes de Léningrad à Moscou. , 1935. p. 5.
- (ru) Exposition de l' Industrie socialiste à Moscou/Всесоюзная художественная выставка «Индустрия социализма».М., 1939. p. 70, 72, 127.
- (ru) Artistes de peuples de l'URSS. Dictionnaire biographiques . Moscou Tome 1. , 1970. p. 416.
- (ru) S. Ivanov, Le réalisme social inconnu, école de Leningrad Saint-Pétersbourg Иванов С. Неизвестный соцреализм. Ленинградская школа. СПб., НП-Принт, 2007. p. 379, 380, 383.  (ISBN 5-901724-21-6 et 978-5-901724-21-7).
- (ru) Collection de la mémoire. Les artistes de Leningrad morts durant la grande guerre patriotique et le Siège de Leningrad/ Художники Ленинградского Союза советских художников, погибшие в годы Великой Отечественной войны и в блокаду Ленинграда. СПб, 2010. p. 35—36.